# Шапошник Олександр Миколайович
| uk | Українська мова для цього користувача є рідною. |

Шаблон:Стаття на перевірку
Шаблон:Жива особа
Шапошник Олександр Миколайович (нар. 25 квітня 1980, Бердянськ, Запорізька область) — український скульптор, коваль, майстер виробничого навчання, волонтер та громадський діяч. Відомий створенням авторських металевих скульптур, виготовлених за технологіями ручного кування та зварювання. Один із популяризаторів сучасного художнього кування в Україні.

## Біографія
Народився 25 квітня 1980 року в місті Бердянськ, Запорізька область.
У 1998 році закінчив Бердянський машинобудівний професійний ліцей за професією "Електрогазозварник". У 2019 році здобув диплом молодшого спеціаліста за спеціальністю "Експлуатація та ремонт обладнання харчового виробництва" в Бердянському коледжі Таврійського державного агротехнологічного університету. У 2022 році отримав ступінь бакалавра за спеціальністю "Прикладна механіка" у Приазовському державному технічному університеті.
З 2013 року працює майстром виробничого навчання за професією "Коваль ручного кування" у Державному навчальному закладі "Бердянський машинобудівний професійний ліцей".
Одразу після працевлаштування в освітній заклад Олександр Шапошник проявив себе як талановитий митець. Паралельно з викладацькою діяльністю почав створювати авторські скульптури, які стали частиною експозицій у Бердянську та інших містах України.
За активну громадську позицію та внесок у культурний розвиток міст Олександр неодноразово отримував подяки від міських голів Бердянська, Івано-Франківська, а також від низки мистецьких і громадських організацій.
Його професійні досягнення відзначені подяками від Міністерства освіти і науки України та відповідних департаментів.
Після початку тимчасової окупації Бердянська у 2022 році залишався в місті до квітня. 6 квітня виїхав із родиною до Запоріжжя, а з жовтня 2022 року проживає у Івано-Франківську, де продовжує творчу діяльність у галузі художнього металу.

## Творчість
Працювати з художнім металом почав у 2013 році, надихнувшись парком кованих фігур у Донецьку. Освоював ковальське мистецтво самотужки, використовуючи інтернет-ресурси та обмінюючись досвідом з іншими майстрами.
Створює авторські скульптури з металу, часто поєднуючи ручне кування з унікальною технікою мотання дроту. Особливе місце у творчості займає серія «Дівчина-калина» (2022–2024), виконана у стилі жіночих образів, що нагадують мотанки. Одну з робіт із цієї серії створено для благодійного аукціону на підтримку Збройних сил України.
Серед відомих скульптур:
- «Почуття» (Бердянськ, 2016),

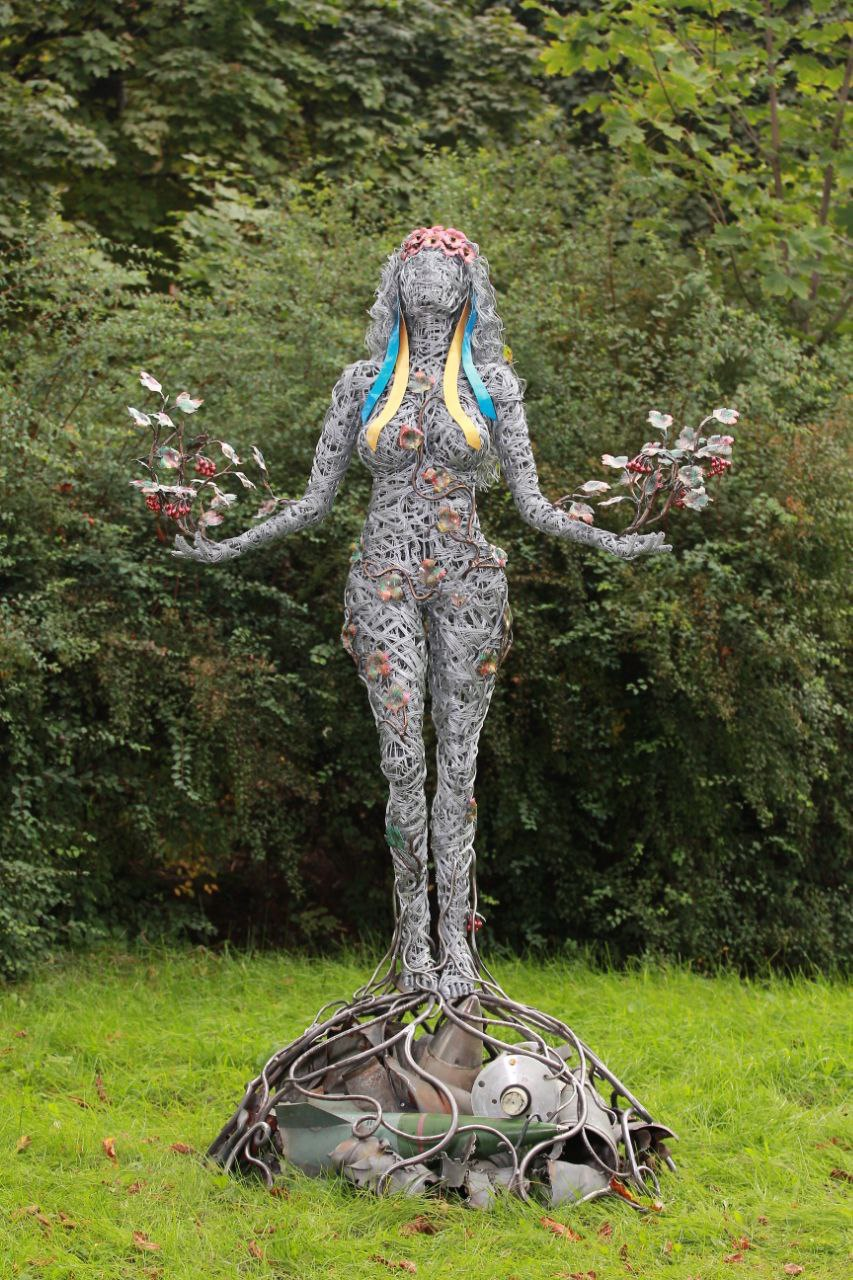
Дівчина-Калина

- "Морський захисник" (Маріуполь, 2019),
- «Примарний гонщик» (Бердянськ, 2021),
- «Фея дощу» (Івано-Франківськ, 2024).

Його роботи знаходяться у міських парках, приватних колекціях, а також у музеї міста Бердянськ.
У період повномасштабної війни почав створювати артоб’єкти з уламків російської зброї — снарядів, ракет, дронів — на підтримку благодійних ініціатив для ЗСУ.

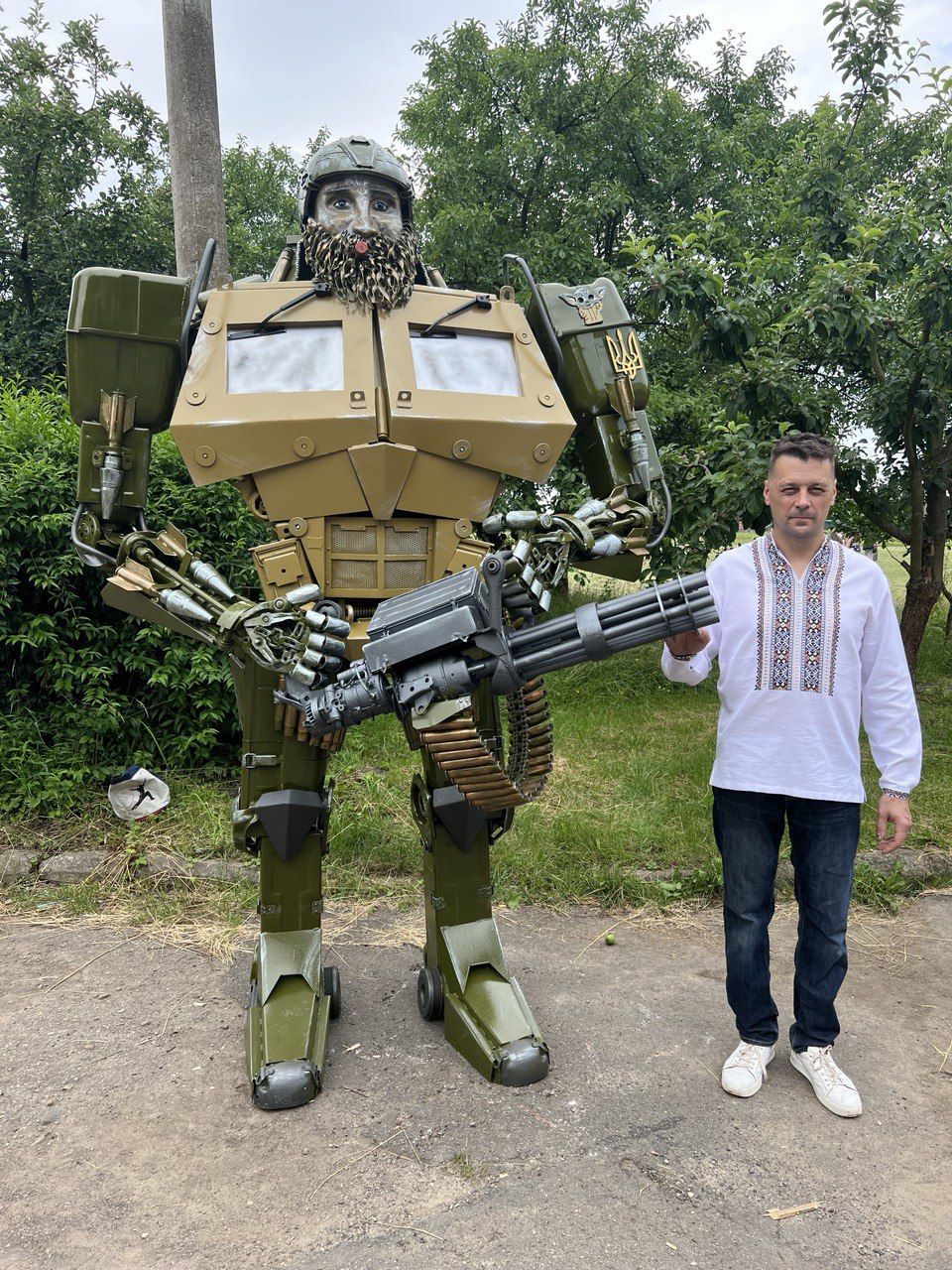
Одна з робіт Олександра під час війни

## Основні проєкти
- Створює авторські художні скульптури та монументи в стилі художнього кування
- Засновник парку кованих фігур «Алея ковалів» на території Державного навчального закладу "Бердянський машинобудівний професійний ліцей" (2014).

- Один з організаторів Всеукраїнського фестивалю ковалів «Сталева хвиля» (2016–2021).
- Учасник всеукраїнських та міжнародних фестивалів ковалів і художніх ярмарків.